# Tipulodina subscimitar
Tipulodina subscimitar är en tvåvingeart som först beskrevs av Alexander 1958.  Tipulodina subscimitar ingår i släktet Tipulodina och familjen storharkrankar.
Artens utbredningsområde är Nepal. Inga underarter finns listade i Catalogue of Life.